# Сенное (Красноярский край)
Сенно́е — деревня в Абанском районе Красноярского края России. Входит в состав Туровского сельсовета.

## История
Деревня была основана в 1901 году. По данным 1929 года в деревне имелось 59 хозяйств и проживало 334 человека (в основном — белоруссы). В административном отношении Сенная входила в состав Петропавловского сельсовета Абанского района Канского округа Сибирского края.

## География
Деревня находится в восточной части Красноярского края, на правом берегу реки Абан, на расстоянии приблизительно 16 километров (по прямой) к востоку-юго-востоку (ESE) от посёлка Абан, административного центра района. Абсолютная высота — 286 метров над уровнем моря.

## Население
| 1926 | 1989 | 2002 | 2010 |
| ---- | ---- | ---- | ---- |
| 334  | ↘111 | ↘102 | ↘60  |

Гендерный состав
По данным Всероссийской переписи населения 2010 года 35 мужчин и 25 женщин из 60 чел.
Национальный состав
Согласно результатам переписи 2002 года, в национальной структуре населения русские составляли 100 %.

## Улицы
Уличная сеть деревни состоит из одной улицы (ул. Советская).